# 6742 Б'яндепей
6742 Б'яндепей (6742 Biandepei) — астероїд головного поясу, відкритий 8 квітня 1994 року.
Тіссеранів параметр щодо Юпітера — 3,543.